# 道標 (小説)
『道標』（どうひょう）は、宮本百合子の小説である。雑誌『展望』に1947年10月号から1950年12月号まで連載された。単行本は筑摩書房から1948年9月（第1部）、1949年6月（第2部）、1951年2月（第3部）と、全3巻で刊行された。著者は1951年1月に急逝したので、第3部は没後の刊行となった。

## 概要
作者は、かつて自分の最初の結婚と離婚とを題材とした『伸子』を1920年代に上梓していたが、その続編を書こうという意欲をもっていた。それは、離婚後、湯浅芳子との共同生活とソ連訪問、帰国後のプロレタリア文学運動への参加と運動の解体、夫となる宮本顕治との出会いと二人での生活、顕治が獄中にあったときの公判闘争と戦争に傾斜していく社会の動向を含めた大河小説になる予定であった。
百合子は、1947年から作品にとりかかり、湯浅芳子との生活と訪ソまでを描いた『二つの庭』をかきあげたあと、『道標』にとりかかった。作品は作者をほうふつとさせる〈佐々伸子〉と湯浅芳子を連想させる〈吉見素子〉とが1927年、モスクワに到着したところからはじまり、ふたりのソ連での生活、佐々一家が訪欧するというので、マルセイユに迎えに行き、そこからしばらくの西欧での家族とのあれこれ、ふたたびモスクワにもどっての素子との生活が描かれ、1930年、伸子が日本に帰国を決めるところで作品は完結する。
百合子は、新潮文庫『二つの庭』のあとがきで、『伸子』から『道標』までのみちゆきを、「ただ一本の線の上に奏せられていたアリアのような『伸子』の物語は、こうして『二つの庭』においては、小さいクァルテットとなり、やがて『道標』ではコンチェルトにかわってゆく」と、みずから説明している。
『道標』完結のあと、その続編として、「春のある冬」「十二年」という題名も決めて構想がねられていたが、1951年1月の作者の急逝によって、そこから先の展開はみられなかった。

## 評価
作中の重要人物のモデルだとされている湯浅芳子は、「粉飾もあり、事実とちがうところもたくさんあるけれど、ただの旅人としての二人の日本女があの時代のソヴェトのあの雰囲気のなかで生活し、自分たちの故国の国ぶり生活ぶりとは全くちがう人間の生活の実態を日々その目で見てゆくうち、いつとなく地球上のその新しい国の建前や人間の営みがハラから納得されて来る、そして生きることに誠実で貪欲で猪突的な主人公は、もはや自分にとっては変えがたくきまってしまったひとつの道をまっしぐらに辿ろうとする」と書いている。